# Chiba (köpinghuvudort i Kina, Hubei Sheng, lat 29,59, long 113,01)
Chiba (kinesiska: 尺八, 尺八镇) är en köpinghuvudort i Kina. Den ligger i provinsen Hubei, i den centrala delen av landet, omkring 160 kilometer sydväst om provinshuvudstaden Wuhan. Antalet invånare är 55 217. Befolkningen består av 27 248 kvinnor och 27 969 män. Barn under 15 år utgör 19,0 %, vuxna 15-64 år 68 %, och äldre över 65 år 11,0 %.
Runt Chiba är det ganska tätbefolkat, med 248 invånare per kvadratkilometer. Närmaste större samhälle är Liulinzhou, 14,8 km söder om Chiba. Trakten runt Chiba består till största delen av jordbruksmark.
Genomsnittlig årsnederbörd är 1 758 millimeter. Den regnigaste månaden är maj, med i genomsnitt 229 mm nederbörd, och den torraste är december, med 39 mm nederbörd.